# Lijst van wereldkampioenen bobsleeën
De wereldkampioenschappen bobsleeën worden sinds 1930 gehouden. De Internationale Bobslee- en Skeletonfederatie (IBSF) organiseert het bobsleetoernooi tegelijkertijd met en op dezelfde locatie als de wereldkampioenschappen skeleton. Het toernooi wordt jaarlijks gehouden, behalve wanneer bobsleeën op de Olympische Winterspelen op het programma staat.
Hieronder volgt de lijst van wereldkampioenen in de vier onderdelen alsmede de zilveren- en bronzen medaillewinnaars.

## Mannen

### Tweemansbob
1979: Ohlwärter verving de geblesseerde Schumann na de derde run.
1999: Ranzi verving de geblesseerde Costa na de eerste run.
2007: Herzog verving de geblesseerde Streltsov na de derde run.
| Editie                      | Goud                                                                      | Zilver                                                                              | Brons                                                               |
| --------------------------- | ------------------------------------------------------------------------- | ----------------------------------------------------------------------------------- | ------------------------------------------------------------------- |
| 1931 Oberhof                | Duitsland Hanns Killian Sebastian Huber                                   | Duitsland Bibo Fischer Gemmer                                                       | Oostenrijk Heinz Volkmer Anton Kaltenberger                         |
|                             |                                                                           |                                                                                     |                                                                     |
| 1933 Schreiberhau           | Roemenië Alexandru Papana Dumitru Hubert                                  | Tsjecho-Slowakije Brüme Heinzel                                                     | Duitse Rijk Fritz Grau Albert Brehme                                |
| 1934 Engelberg              | Roemenië Alexandru Frim Vasile Dumitrescu                                 | Duitse Rijk Hermann von Mumm Fritz Schwarz                                          | Roemenië Alexandru Papana Dumitru Hubert                            |
| 1935 Igls                   | Zwitserland Reto Capadrutt Emil Diener                                    | Tsjecho-Slowakije Josef Lanzendörfer Karel Ruzicka                                  | Italië Marchese Storza Birvio Carlo Soldini                         |
|                             |                                                                           |                                                                                     |                                                                     |
| 1937 Cortina d'Ampezzo      | Verenigd Koninkrijk Frederick McEvoy Byran Black                          | Italië Umberto Gilarduzzi Antonio Gilarduzzi                                        | Zwitserland Reto Capadrutt Hans Aichele                             |
| 1938 St. Moritz             | nazi-Duitsland Bibo Fischer Rolf Thielecke                                | Verenigd Koninkrijk Frederick McEvoy Charles Green                                  | Zwitserland Fritz Feierabend Josef Beerli                           |
| 1939 St. Moritz             | België René Lunden Jeans Coops                                            | nazi-Duitsland Bibo Fischer Rolf Thielecke                                          | nazi-Duitsland Hanns Killian Schletter                              |
|                             |                                                                           |                                                                                     |                                                                     |
| 1947 St. Moritz             | Zwitserland Fritz Feierabend Stephan Waser                                | Zwitserland Felix Endrich Friedrich Waller                                          | België Max Houben Jacques Mouvet                                    |
|                             |                                                                           |                                                                                     |                                                                     |
| 1949 Lake Placid            | Zwitserland Fritz Feierabend Stephan Waser                                | Zwitserland Felix Endrich Friedrich Waller                                          | Verenigde Staten Frederick Fortune John McDonald                    |
| 1950 Cortina d'Ampezzo      | Zwitserland Fritz Feierabend Stephan Waser                                | Verenigde Staten Stanley Benham Patrick Martin                                      | Verenigde Staten Frederick Fortune William D'Amico                  |
| 1951 Alpe d'Huez            | West-Duitsland Andreas Ostler Lorenz Nieberl                              | Verenigde Staten Stanley Benham Patrick Martin                                      | Zwitserland Felix Endrich Werner Spring                             |
|                             |                                                                           |                                                                                     |                                                                     |
| 1953 Garmisch-Partenkirchen | Zwitserland Felix Endrich Fritz Stöckli                                   | West-Duitsland Andreas Ostler Franz Kemser                                          | West-Duitsland Theo Kitt Lorenz Nieberl                             |
| 1954 Cortina d'Ampezzo      | Italië Guglielmo Scheibmeier Andrea Zambelli                              | Italië Italo Petrelli Luigi Figoli                                                  | Verenigde Staten Stanley Benham James Bickford                      |
| 1955 St. Moritz             | Zwitserland Fritz Feierabend Harry Warburton                              | Oostenrijk Paul Aste Pepi Isser                                                     | Zwitserland Franz Kapus Heinrich Angst                              |
|                             |                                                                           |                                                                                     |                                                                     |
| 1957 St. Moritz             | Italië Eugenio Monti Renzo Alvera                                         | Verenigde Staten Arthur Tyler Thomas Butler                                         | Spanje Marques Alfonso de Portago Luis Nunoz                        |
| 1958 Garmisch-Partenkirchen | Italië Eugenio Monti Renzo Alvera                                         | Italië Sergio Zardini Sergio Siorpaes                                               | Oostenrijk Paul Aste Pepi Isser                                     |
| 1959 St. Moritz             | Italië Eugenio Monti Renzo Alvera                                         | Italië Sergio Zardini Sergio Siorpaes                                               | Verenigde Staten Arthur Tyler Thomas Butler                         |
| 1960 Cortina d'Ampezzo      | Italië Eugenio Monti Renzo Alvera                                         | West-Duitsland Franz Schelle Otto Göbl                                              | Italië Sergio Zardini Luciano Alberti                               |
| 1961 Lake Placid            | Italië Eugenio Monti Sergio Siorpaes                                      | Verenigde Staten Gary Sheffield Jerry Tennant                                       | Italië Sergio Zardini Romano Bonagura                               |
| 1962 Garmisch-Partenkirchen | Italië Rinaldo Ruatti Enrico de Lorenzo                                   | Italië Sergio Zardini Romano Bonagura                                               | West-Duitsland Hans Maurer Adolf Wörmann                            |
| 1963 Igls                   | Italië Eugenio Monti Sergio Siorpaes                                      | Italië Sergio Zardini Romano Bonagura                                               | Verenigd Koninkrijk Anthony Nash Robin Dixon                        |
|                             |                                                                           |                                                                                     |                                                                     |
| 1965 St. Moritz             | Verenigd Koninkrijk Anthony Nash Robin Dixon                              | Italië Rinaldo Ruatti Enrico de Lorenzo                                             | Canada Vic Emery Michael Young                                      |
| 1966 Cortina d'Ampezzo      | Italië Eugenio Monti Sergio Siorpaes                                      | Italië Gianfranco Gaspari Leonardo Cavallini                                        | Verenigd Koninkrijk Anthony Nash Robin Dixon                        |
| 1967 Alpe d'Huez            | Oostenrijk Erwin Thaler Reinhold Dumthaler                                | Italië Nevio De Zordo Edoardo de Martin                                             | Verenigde Staten Howard Clifton James Crall                         |
|                             |                                                                           |                                                                                     |                                                                     |
| 1969 Lake Placid            | Italië Nevio De Zordo Adriano Frassinelli                                 | Roemenië Ion Panturu Dumitru Focseneanu                                             | Italië Gianfranco Gaspari Mario Armano                              |
| 1970 St. Moritz             | West-Duitsland Horst Floth Pepi Bader                                     | West-Duitsland Wolfgang Zimmerer Peter Utzschneider                                 | Zwitserland Gion Caviezel Hans Candrian                             |
| 1971 Cervinia               | Italië Gianfranco Gaspari Mario Armano                                    | Italië Enzo Vicario Corrado Dal Fabbro                                              | Oostenrijk Herbert Gruber Josef Oberhauser                          |
|                             |                                                                           |                                                                                     |                                                                     |
| 1973 Lake Placid            | West-Duitsland Wolfgang Zimmerer Peter Utzschneider                       | Zwitserland Hans Candrian Heinz Schenker                                            | Roemenië Ion Panturu Dumitru Focseneanu                             |
| 1974 St. Moritz             | West-Duitsland Wolfgang Zimmerer Peter Utzschneider                       | West-Duitsland Georg Heibl Fritz Ohlwärter                                          | Zwitserland Fritz Lüdi Karl Häseli                                  |
| 1975 Cervinia               | Italië Giorgio Alvera Franco Perruquet                                    | West-Duitsland Georg Heibl Fritz Ohlwärter                                          | Zwitserland Fritz Lüdi Karl Häseli                                  |
|                             |                                                                           |                                                                                     |                                                                     |
| 1977 St. Moritz             | Zwitserland Hans Hiltebrand Heinz Meier                                   | Zwitserland Fritz Lüdi Hansjörg Trachsel                                            | West-Duitsland Stefan Gaisreiter Manfred Schumann                   |
| 1978 Lake Placid            | Zwitserland Erich Schärer Josef Benz                                      | Duitse Democratische Republiek Meinhard Nehmer Raimund Bethge                       | West-Duitsland Jakob Resch Walter Barfuss                           |
| 1979 Königssee              | Zwitserland Erich Schärer Josef Benz                                      | West-Duitsland Stefan Gaisreiter Manfred Schumann Fritz Ohlwärter                   | West-Duitsland Toni Mangold Stefan Späte                            |
|                             |                                                                           |                                                                                     |                                                                     |
| 1981 Cortina d'Ampezzo      | Duitse Democratische Republiek Bernhard Germeshausen Hans-Jürgen Gerhardt | Duitse Democratische Republiek Horst Schönau Andreas Kirchner                       | Zwitserland Erich Schärer Josef Benz                                |
| 1982 St. Moritz             | Zwitserland Erich Schärer Max Rüegg                                       | Zwitserland Hans Hiltebrand Ulrich Bächli                                           | Duitse Democratische Republiek Horst Schönau Andreas Kirchner       |
| 1983 Lake Placid            | Zwitserland Ralph Pichler Urs Leuthold                                    | Zwitserland Erich Schärer Max Rüegg                                                 | Duitse Democratische Republiek Wolfgang Hoppe Dietmar Schauerhammer |
|                             |                                                                           |                                                                                     |                                                                     |
| 1985 Cervinia               | Duitse Democratische Republiek Wolfgang Hoppe Dietmar Schauerhammer       | Duitse Democratische Republiek Detlef Richter Steffen Grummt                        | Sovjet-Unie Sintis Ekmanis Nikolay Zhirov                           |
| 1986 Königssee              | Duitse Democratische Republiek Wolfgang Hoppe Dietmar Schauerhammer       | Zwitserland Ralph Pichler Celeste Poltera                                           | Duitse Democratische Republiek Detlef Richter Steffen Grummt        |
| 1987 St. Moritz             | Zwitserland Ralph Pichler Celeste Poltera                                 | Zwitserland Hans Hiltebrand André Kisser                                            | Duitse Democratische Republiek Wolfgang Hoppe Dietmar Schauerhammer |
|                             |                                                                           |                                                                                     |                                                                     |
| 1989 Cortina d'Ampezzo      | Duitse Democratische Republiek Wolfgang Hoppe Bogdan Musiol               | Zwitserland Gustav Weder Bruno Gerber                                               | Sovjet-Unie Jānis Ķipurs Aldis Intlers                              |
| 1990 St. Moritz             | Zwitserland Gustav Weder Bruno Gerber                                     | Duitse Democratische Republiek Harald Czudaj Axel Jang                              | Duitse Democratische Republiek Wolfgang Hoppe Bogdan Musiol         |
| 1991 Altenberg              | Duitsland Rudi Lochner Markus Zimmermann                                  | Zwitserland Gustav Weder Curdin Morell                                              | Duitsland Wolfgang Hoppe René Hannemann                             |
|                             |                                                                           |                                                                                     |                                                                     |
| 1993 Igls                   | Duitsland Christoph Langen Peer Jöchel                                    | Zwitserland Gustav Weder Donat Acklin                                               | Duitsland Wolfgang Hoppe René Hannemann                             |
|                             |                                                                           |                                                                                     |                                                                     |
| 1995 Winterberg             | Duitsland Christoph Langen Olaf Hampel                                    | Canada Pierre Lueders Jack Pyc                                                      | Frankrijk Eric Alard Eric la Chanony                                |
| 1996 Calgary                | Duitsland Christoph Langen Markus Zimmermann                              | Canada Pierre Lueders Dave MacEachern                                               | Zwitserland Reto Götschi Guido Acklin                               |
| 1997 St. Moritz             | Zwitserland Reto Götschi Guido Acklin                                     | Italië Günther Huber Antonio Tartaglia                                              | Verenigde Staten Brian Shimer Robert Olesen                         |
|                             |                                                                           |                                                                                     |                                                                     |
| 1999 Cortina d'Ampezzo      | Italië Günther Huber Enrico Costa Ubaldo Ranzi                            | Duitsland Christoph Langen Markus Zimmermann                                        | Frankrijk Bruno Mingeon Emmanuel Hostache                           |
| 2000 Altenberg              | Duitsland Christoph Langen Markus Zimmermann                              | Duitsland André Lange René Hoppe                                                    | Zwitserland Christian Reich Urs Aeberhand                           |
| 2001 St. Moritz             | Duitsland Christoph Langen Marco Jakobs                                   | Zwitserland Reto Götschi Cedric Grand                                               | Zwitserland Martin Annen Beat Hefti                                 |
|                             |                                                                           |                                                                                     |                                                                     |
| 2003 Lake Placid            | Duitsland André Lange Kevin Kuske                                         | Canada Pierre Lueders Giulio Zardo                                                  | Duitsland René Spies Franz Sagmeister                               |
| 2004 Königssee              | Canada Pierre Lueders Giulio Zardo                                        | Duitsland Christoph Langen Markus Zimmermann                                        | Duitsland André Lange Kevin Kuske                                   |
| 2005 Calgary                | Canada Pierre Lueders Lascelles Brown                                     | Duitsland André Lange Kevin Kuske                                                   | Zwitserland Martin Annen Beat Hefti                                 |
|                             |                                                                           |                                                                                     |                                                                     |
| 2007 St. Moritz             | Duitsland André Lange Kevin Kuske                                         | Zwitserland Ivo Rüegg Aleksandr Streltsov Tommy Herzog                              | Italië Simone Bertazzo Samuele Romanini                             |
| 2008 Altenberg              | Duitsland André Lange Kevin Kuske                                         | Duitsland Thomas Florschütz Mirko Pätzold                                           | Rusland Aleksandr Zoebkov Alexej Vojevoda                           |
| 2009 Lake Placid            | Zwitserland Ivo Rüegg Cédric Grand                                        | Duitsland Thomas Florschütz Marc Kühne                                              | Verenigde Staten Steven Holcomb Curtis Tomasevicz                   |
|                             |                                                                           |                                                                                     |                                                                     |
| 2011 Königssee              | Rusland Aleksandr Zoebkov Aleksej Vojevoda                                | Duitsland Thomas Florschütz Kevin Kuske Duitsland Manuel Machata Andreas Bredau     | niet uitgereikt                                                     |
| 2012 Lake Placid            | Verenigde Staten Steven Holcomb Steven Langton                            | Canada Lyndon Rush Jesse Lumsden                                                    | Duitsland Maximilian Arndt Kevin Kuske                              |
| 2013 St. Moritz             | Duitsland Francesco Friedrich Jannis Bäcker                               | Zwitserland Beat Hefti Thomas Lamparter                                             | Duitsland Thomas Florschütz Andreas Bredau                          |
|                             |                                                                           |                                                                                     |                                                                     |
| 2015 Winterberg             | Duitsland Francesco Friedrich Thorsten Margis                             | Duitsland Johannes Lochner Joshua Bluhm Letland Oskars Melbārdis Daumants Dreiškens | niet uitgereikt                                                     |
| 2016 Igls                   | Duitsland Francesco Friedrich Thorsten Margis                             | Duitsland Johannes Lochner Joshua Bluhm                                             | Zwitserland Beat Hefti Alex Baumann                                 |
| 2017 Königssee              | Duitsland Francesco Friedrich Thorsten Margis                             | Canada Justin Kripps Jesse Lumsden                                                  | Duitsland Johannes Lochner Joshua Bluhm                             |
|                             |                                                                           |                                                                                     |                                                                     |
| 2019 Whistler               | Duitsland Francesco Friedrich Thorsten Margis                             | Canada Justin Kripps Cameron Stones                                                 | Duitsland Nico Walther Paul Krenz                                   |
| 2020 Altenberg              | Duitsland Francesco Friedrich Thorsten Margis                             | Duitsland Johannes Lochner Christopher Weber                                        | Letland Oskars Ķibermanis Matīss Miknis                             |
| 2021 Altenberg              | Duitsland Francesco Friedrich Alexander Schüller                          | Duitsland Johannes Lochner Eric Franke                                              | Duitsland Hans Peter Hannighofer Christian Röder                    |
|                             |                                                                           |                                                                                     |                                                                     |
| 2023 St. Moritz             | Duitsland Johannes Lochner Georg Fleischhauer                             | Duitsland Francesco Friedrich Alexander Schüller                                    | Zwitserland Michael Vogt Sandro Michel                              |
| 2024 Winterberg             | Duitsland Francesco Friedrich Alexander Schüller                          | Duitsland Adam Ammour Issam Ammour                                                  | Duitsland Johannes Lochner Georg Fleischhauer                       |
| 2025 Lake Placid            | Duitsland Francesco Friedrich Alexander Schüller                          | Duitsland Johannes Lochner Georg Fleischhauer                                       | Duitsland Adam Ammour Benedikt Hertel                               |

### Viermansbob
In 1933 stond dit onderdeel niet op het programma. In 1966 werd de race afgebroken na een dodelijk ongeval van de Duitser Anton Pensperger. Hij kreeg postuum de gouden medaille uitgereikt, net als zijn teamgenoten Ludwig Siebert, Helmut Werzer en Roland Ebert. In 1967 ging de wedstrijd niet door vanwege de te hoge temperatuur (de baan in Alpe d'Huez was een natuurijsbaan).
| Editie                      | Goud | Zilver | Brons |
| --------------------------- | --- | --- | --- |
| 1930 Caux-sur-Montreux      | Italië Franco Zaninetta Giorgio Biasini Antonio Dorini Gino Rossi                                        | Zwitserland Jean Mollen John Schneiter André Mollen William Prichard                                                                      | Duitsland Fritz Grau Hans Picker Bertram Albert Brehme                                                                                     |
| 1931 St. Moritz             | Duitsland Werner Zahn Robert Schmidt Franz Bock Emil Hinterfeld                                          | Zwitserland René Fonjallaz Gustave Fonjallaz N. Buchheim Gaston Fonjallaz                                                                 | Verenigd Koninkrijk Dennis Field P. Coote R. Wallace J. Newcobe                                                                            |
|                             | | | |
| 1934 Garmisch-Partenkirchen | Duitse Rijk Hanns Killian Fritz Schwarz Hermann von Valta Sebastian Huber                                | Roemenië Emil Angelescu Teodor Popescu Dumitru Gheorgu Ion Gribincea                                                                      | Frankrijk Jean de Suarez d'Aulan Rheims Bemish Jacques Bridou                                                                              |
| 1935 St. Moritz             | Duitse Rijk Hanns Killian Alexander Gruber Hermann von Valta Sebastian Huber                             | Zwitserland Pierre Musy Arnold Gartmann Charles Bouvier Josef Beerli                                                                      | Zwitserland Reto Capadrutt Fritz Feierabend A. Lardi H. Tami                                                                               |
|                             | | | |
| 1937 St. Moritz             | Verenigd Koninkrijk Frederick McEvoy David Looker Charles Green Byran Black                              | Duitse Rijk Gerhard Fischer Lohfeld H. Fischer Rolf Thielecke                                                                             | Verenigde Staten Donald Fox Tippi Gray Bill Dupree James Bickford                                                                          |
| 1938 Garmisch-Partenkirchen | Verenigd Koninkrijk Frederick McEvoy David Looker Charles Green Chris MacKintosh                         | Duitse Rijk Hanns Killian Werner Windhaus Bobby Braumiller Franz Kemser                                                                   | Duitse Rijk Gerhard Fischer Lohfeld H. Fischer Rolf Thielecke                                                                              |
| 1939 Cortina d'Ampezzo      | Zwitserland Fritz Feierabend Heinz Cattani Alphonse Hörning Joseph Beerli                                | Verenigd Koninkrijk Frederick McEvoy Hoard Critchley Charles Green                                                                        | Duitse Rijk Hanns Killian Werner Windhaus Hans Schmidt Franz Kemser                                                                        |
|                             | | | |
| 1947 St. Moritz             | Zwitserland Fritz Feierabend Heinz Cattani Alphonse Hörning Joseph Beerli                                | België Max Houben Claude Houben Albert Lerat Jacques Mouvet                                                                               | Frankrijk Achille Fould Henri Evrot Robert Dumont William Hirigoyen                                                                        |
|                             | | | |
| 1949 Lake Placid            | Verenigde Staten Stanley Benham Patrick Martin William Casey William D'Amico                             | Verenigde Staten James Bickford Henry Sterns Pat Buckley Donald Dupree                                                                    | Zwitserland Fritz Feierabend Werner Spring Friedrich Waller Heinrich Angst                                                                 |
| 1950 Cortina d'Ampezzo      | Verenigde Staten Stanley Benham Patrick Martin James Atkinson William D'Amico                            | Zwitserland Fritz Feierabend Albert Madörin Romi Spada Stephen Waser                                                                      | Zwitserland Franz Kapus Franz Stöckli Hans Bolli Heinrich Angst                                                                            |
| 1951 Alpe d'Huez            | West-Duitsland Andreas Ostler Xavier Leitl Michael Pössinger Lorenz Nieberl                              | Verenigde Staten Stanley Benham Patrick Martin James Atkinson Gary Sheffield                                                              | Zwitserland Franz Kapus Franz Stöckli Hans Bolli Heinrich Angst                                                                            |
|                             | | | |
| 1953 Garmisch-Partenkirchen | Verenigde Staten Lloyd Johnson Piet Biesiadecki Hubert Miller Joseph Smith                               | West-Duitsland Andreas Ostler Heinz Wendlinger Hans Hohenester Rudi Erben                                                                 | West-Duitsland Hans Rösch Michael Pössinger Dix Terne Sylvester Wackerle Zweden Kjell Holmström Walter Aronsson Nils Landgren Jan Lapidoth |
| 1954 Cortina d'Ampezzo      | Zwitserland Fritz Feierabend Harry Warburton Gottfried Diener Heinrich Angst                             | West-Duitsland Hans Rösch Michael Pössinger Dix Terne Sylvester Wackerle                                                                  | West-Duitsland Theo Kitt Josef Grün Klaus Koppenberger Lorenz Nieberl                                                                      |
| 1955 St. Moritz             | Zwitserland Franz Kapus Gottfried Diener Robert Alt Heinrich Angst                                       | Zwitserland Fritz Feierabend Aby Gartmann Harry Warburton Rolf Gerber                                                                     | West-Duitsland Franz Schelle Jakob Nirschl Hans Henn Edmund Koller                                                                         |
|                             | | | |
| 1957 St. Moritz             | Zwitserland Hans Zoller Hans Theler Rolf Küderli Heinz Leu                                               | Italië Eugenio Monti Ferdinando Piani Lino Pierdica Renzo Alvera                                                                          | Verenigde Staten Arthur Tyler John Cole Robert Hagemes Thomas Butler                                                                       |
| 1958 Garmisch-Partenkirchen | West-Duitsland Hans Rösch Alfred Hammer Theodore Bauer Walter Haller                                     | West-Duitsland Franz Schelle Eduard Kaltenberger Josef Sterff Otto Göbl                                                                   | Italië Sergio Zardini Massimo Bogana Renato Mocellini Alberto Righini                                                                      |
| 1959 St. Moritz             | Verenigde Staten Arthur Tyler Gary Sheffield Parker Voorhis Thomas Butler                                | Italië Sergio Zardini Alberto Righini Ferruccio Dalla Torre Romano Bonagura                                                               | West-Duitsland Franz Schelle Eduard Kaltenberger Josef Sterff Otto Göbl                                                                    |
| 1960 Cortina d'Ampezzo      | Italië Eugenio Monti Furio Nordio Sergio Siorpaes Renzo Alvera                                           | West-Duitsland Hans Rösch Alfred Hammer Theodore Bauer Albert Kandlbinder                                                                 | Zwitserland Max Angst Hansjörg Hirschbühl Gottfried Kottmann René Kuhl                                                                     |
| 1961 Lake Placid            | Italië Eugenio Monti Sergio Siorpaes Furio Nordio Renzo Alvera                                           | Verenigde Staten Stanley Benham Gary Sheffield Jerry Tennant Chuck Pandolph                                                               | Zweden Gunnar Ahs Gunnar Carpö Erik Wennerberg Börje-Bengl Hedblom                                                                         |
| 1962 Garmisch-Partenkirchen | West-Duitsland Franz Schelle Josef Sterff Ludwig Siebert Otto Göbl                                       | Italië Sergio Zardini Ferruccio Dalla Torre Enrico de Lorenzo Romano Bonagura                                                             | Oostenrijk Franz Isser Pepi Isser Heini Isser Fritz Isser                                                                                  |
| 1963 Igls                   | Italië Sergio Zardini Ferruccio Dalla Torre Renato Mocellini Romano Bonagura                             | Italië Angelo Frigerio Mario Pallua Luigi de Bettin Sergio Mocellini                                                                      | Oostenrijk Erwin Thaler Reinhold Dumthaler Josef Nairz Adolf Koxeder                                                                       |
|                             | | | |
| 1965 St. Moritz             | Canada Vic Emery Gerald Presley Michael Young Peter Kirby                                                | Italië Nevio de Zordo Italo de Lorenzo Pietro Lesana Robert Mocellini                                                                     | Verenigde Staten Fred Fortune Richard Knuckles Joe Wilson James Lord                                                                       |
|                             | | | |
| 1969 Lake Placid            | West-Duitsland Wolfgang Zimmerer Peter Utzschneider Walter Steinbauer Stefan Gaisreiter                  | Italië Gianfranco Gaspari Sergio Pompanin Roberto Zandonella Mario Armano                                                                 | Verenigde Staten Les Fenner Robert Huscher Howard Siler Allen Hachigian                                                                    |
| 1970 St. Moritz             | Italië Nevio de Zordo Roberto Zandonella Mario Armano Luciano De Paolis                                  | West-Duitsland Wolfgang Zimmerer Walter Steinbauer Pepi Bader Peter Utzschneider                                                          | Zwitserland René Stadler Hans Candrian Max Forster Peter Schärer                                                                           |
| 1971 Cervinia               | Zwitserland René Stadler Max Forster Erich Schärer Peter Schärer                                         | Italië Oscar d'Andrea Alessandro Bignozzi Antonio Brabcaccio Renzo Caldera                                                                | West-Duitsland Wolfgang Zimmerer Stefan Gaisreiter Walter Steinbauer Peter Utzschneider                                                    |
|                             | | | |
| 1973 Lake Placid            | Zwitserland René Stadler Werner Camichel Erich Schärer Peter Schärer                                     | Oostenrijk Werner Delle Karth Walter Delle Karth Hans Eichinger Fritz Sperling                                                            | West-Duitsland Wolfgang Zimmerer Stefan Gaisreiter Walter Steinbauer Peter Utzschneider                                                    |
| 1974 St. Moritz             | West-Duitsland Wolfgang Zimmerer Peter Utzschneider Manfred Schumann Albert Wurzer                       | Zwitserland Hans Candrian Guido Casty Yves Marchand Gaudenz Beeli                                                                         | Oostenrijk Werner Delle Karth Walter Delle Karth Hans Eichinger Fritz Sperling                                                             |
| 1975 Cervinia               | Zwitserland Erich Schärer Peter Schärer Werner Camichel Josef Benz                                       | West-Duitsland Wolfgang Zimmerer Peter Utzschneider Albert Wurzer Fritz Ohlwärter                                                         | Oostenrijk Manfred Stengl Gert Krenn Franz Jacob Armin Vilas                                                                               |
|                             | | | |
| 1977 St. Moritz             | Duitse Democratische Republiek Meinhard Nehmer Bernhard Germeshausen Hans-Jürgen Gerhardt Raimund Bethge | Zwitserland Erich Schärer Ulrich Bächli Rudolf Marti Josef Benz                                                                           | West-Duitsland Jakob Resch Herbert Berg Fritz Ohlwärter Walter Barfuss                                                                     |
| 1978 Lake Placid            | Duitse Democratische Republiek Horst Schönau Horst Bernhard Harald Seifert Bogdan Musiol                 | Zwitserland Erich Schärer Ulrich Bächli Rudolf Marti Josef Benz                                                                           | Duitse Democratische Republiek Meinhard Nehmer Bernhard Germeshausen Hans-Jürgen Gerhardt Raimund Bethge                                   |
| 1979 Königssee              | West-Duitsland Stefan Gaisreiter Dieter Gebard Hans Wagner Heinz Busche                                  | Duitse Democratische Republiek Meinhard Nehmer Detlef Richter Bernhard Germeshausen Hans-Jürgen Gerhardt                                  | Zwitserland Erich Schärer Ulrich Bächli Hansjörg Trachsel Josef Benz                                                                       |
|                             | | | |
| 1981 Cortina d'Ampezzo      | Duitse Democratische Republiek Bernhard Germeshausen Hans-Jürgen Gerhardt Henry Gerlach Michael Trübner  | Zwitserland Hans Hiltebrand Kurt Poletti Franz Weinberger Franz Isenegger                                                                 | Zwitserland Erich Schärer Max Rüegg Tony Rüegg Josef Benz                                                                                  |
| 1982 St. Moritz             | Zwitserland Silvio Giobellina Heinz Stettler Urs Salzmann Rico Freiermuth                                | Duitse Democratische Republiek Bernhard Lehmann Roland Wetzig Bogdan Musiol Eberhard Weise                                                | Zwitserland Erich Schärer Franz Isenegger Tony Rüegg Max Rüegg                                                                             |
| 1983 Lake Placid            | Zwitserland Ekkehard Fasser Hans Märcy Kurt Poletti Rolf Strittmatter                                    | West-Duitsland Klaus Kopp Gerhard Öchsle Günther Neuberger Hans-Joachim Schumacher                                                        | Duitse Democratische Republiek Detlef Richter Henry Gerlach Thomas Forch Dietmar Jerke                                                     |
|                             | | | |
| 1985 Cervinia               | Duitse Democratische Republiek Bernhard Lehmann Matthias Trübner Ingo Voge Steffen Grummt                | Duitse Democratische Republiek Detlef Richter Dietmar Jerke Bodo Ferl Matthias Legler                                                     | Zwitserland Silvio Giobellina Heinz Stettler Urs Salzmann Rico Freiermuth                                                                  |
| 1986 Königssee              | Zwitserland Erich Schärer Kurt Meier Erwin Fassbind André Kisser                                         | Oostenrijk Peter Kienast Franz Siegl Gerhard Redl Christian Mark                                                                          | Zwitserland Ralph Pichler Heinrich Notter Celeste Poltera Roland Beerli                                                                    |
| 1987 St. Moritz             | Zwitserland Hans Hiltebrand Urs Fehlmann Erwin Fassbind André Kisser                                     | Duitse Democratische Republiek Wolfgang Hoppe Bogdan Musiol Roland Wetzig Dietmar Schauerhammer                                           | Zwitserland Ralph Pichler Heinrich Ott Edgar Dietsche Celeste Poltera                                                                      |
|                             | | | |
| 1989 Cortina d'Ampezzo      | Zwitserland Gustav Weder Curdin Morell Bruno Gerber Lorenz Schindelholz                                  | Zwitserland Nico Baracchi Christian Reich Donat Acklin René Mangold                                                                       | Duitse Democratische Republiek Wolfgang Hoppe Bodo Ferl Bogdan Musiol Ingo Voge                                                            |
| 1990 St. Moritz             | Zwitserland Gustav Weder Bruno Gerber Lorenz Schindelholz Curdin Morell                                  | Duitse Democratische Republiek Harald Czudaj Tino Bonk Alexander Szelig Axel Jang                                                         | Oostenrijk Ingo Appelt Gerhard Redl Jürgen Mandl Harald Winkler                                                                            |
| 1991 Altenberg              | Duitsland Wolfgang Hoppe Bogdan Musiol Axel Kühn Christoph Langen                                        | Zwitserland Gustav Weder Bruno Gerber Lorenz Schindelholz Curdin Morell                                                                   | Duitsland Harald Czudaj Tino Bonk Axel Jang Alexander Szelig                                                                               |
|                             | | | |
| 1993 Igls                   | Zwitserland Gustav Weder Donat Acklin Kurt Meier Domenico Semeraro                                       | Oostenrijk Hubert Schösser Harald Winkler Gerhard Redl Gerhard Haidacher                                                                  | Verenigde Staten Brian Shimer Bryan Leturgez Karlos Kirby Randy Jones                                                                      |
|                             | | | |
| 1995 Winterberg             | Duitsland Wolfgang Hoppe René Hannemann Ulf Hielscher Carsten Embach                                     | Oostenrijk Hubert Schösser Gerhard Redl Thomas Schroll Martin Schützenauer                                                                | Duitsland Harald Czudaj Thorsten Voss Udo Lehmann Alexander Szelig                                                                         |
| 1996 Calgary                | Duitsland Christoph Langen Markus Zimmermann Sven Rühr Olaf Hampel                                       | Zwitserland Marcel Röhner Markus Wasser Thomas Schreiber Roland Tanner                                                                    | Duitsland Wolfgang Hoppe Thorsten Voss Sven Peter Carsten Embach                                                                           |
| 1997 St. Moritz             | Duitsland Wolfgang Hoppe Sven Rühr René Hannemann Carsten Embach                                         | Duitsland Dirk Wiese Christoph Bartsch Thorsten Voss Michael Liekmeier                                                                    | Verenigde Staten Brian Shimer Chip Minton Randy Jones Robert Olesen                                                                        |
|                             | | | |
| 1999 Cortina d'Ampezzo      | Frankrijk Bruno Mingeon Emmanuel Hostache Eric le Chanony Max Robert                                     | Zwitserland Marcel Röhner Markus Nüssli Beat Hefti Silvio Schaufelberger                                                                  | Canada Pierre Lueders Ken Leblanc Ben Hindle Matt Hindle                                                                                   |
| 2000 Altenberg              | Duitsland André Lange René Hoppe Lars Behrendt Carsten Embach                                            | Duitsland Christoph Langen Markus Zimmermann Tomas Plazter Sven Rühr                                                                      | Zwitserland Christian Reich Bruno Aeberhard Urs Aeberhand Domenic Keller                                                                   |
| 2001 St. Moritz             | Duitsland Christoph Langen Markus Zimmermann Sven Peter Alex Metzger                                     | Duitsland André Lange Lars Behrendt René Hoppe Carsten Embach                                                                             | Zwitserland Christian Reich Steve Anderhub Urs Aeberhand Domenic Keller                                                                    |
|                             | | | |
| 2003 Lake Placid            | Duitsland André Lange René Hoppe Kevin Kuske Carsten Embach                                              | Verenigde Staten Todd Hays Bill Schuffenhauer Randy Jones Garrett Hines                                                                   | Rusland Aleksandr Zoebkov Aleksej Selivjorstov Sergey Golubev Dmitriy Stepushkin                                                           |
| 2004 Königssee              | Duitsland André Lange Udo Lehmann Kevin Kuske René Hoppe                                                 | Duitsland Christoph Langen Christoph Heyder Enrico Kühn Jens Nohka                                                                        | Verenigde Staten Todd Hays Pavel Jovanovic Bill Schuffenhauer Steve Mesler                                                                 |
| 2005 Calgary                | Duitsland André Lange René Hoppe Kevin Kuske Martin Putze                                                | Rusland Aleksandr Zoebkov Sergey Golubev Aleksej Selivjorstov Dmitriy Stepushkin                                                          | Canada Pierre Lueders Ken Kotyk Morgan Alexander Lascelles Brown                                                                           |
|                             | | | |
| 2007 St. Moritz             | Zwitserland Ivo Rüegg Thomas Lamparter Beat Hefti Cédric Grand                                           | Canada Pierre Lueders Ken Kotyk David Bissett Lascelles Brown                                                                             | Duitsland André Lange René Hoppe Kevin Kuske Martin Putze                                                                                  |
| 2008 Altenberg              | Duitsland André Lange René Hoppe Kevin Kuske Martin Putze                                                | Rusland Aleksandr Zoebkov Roman Oreshnikov Dmitry Trunenkov Dmitry Stepushkin                                                             | Duitsland Matthias Hoepfner Ronny Listner Alex Mann Thomas Poege                                                                           |
| 2009 Lake Placid            | Verenigde Staten Steven Holcomb Justin Olsen Steve Mesler Curtis Tomasevicz                              | Duitsland André Lange Alexander Roediger Kevin Kuske Martin Putze                                                                         | Letland Janis Minins Daumants Dreiskens Oskars Melbardis Intars Dambis                                                                     |
|                             | | | |
| 2011 Königssee              | Duitsland Manuel Machata Richard Adjei Andreas Bredau Christian Poser                                    | Duitsland Karl Angerer Christian Friedrich Alex Mann Gregor Bermbach                                                                      | Verenigde Staten Steven Holcomb Justin Olsen Steven Langton Curtis Tomasevicz                                                              |
| 2012 Lake Placid            | Verenigde Staten Steven Holcomb Justin Olsen Steven Langton Curtis Tomasevicz                            | Duitsland Maximilian Arndt Alexander Roediger Kevin Kuske Martin Putze                                                                    | Duitsland Manuel Machata Marko Hübenbecker Andreas Bredau Christian Poser                                                                  |
| 2013 St. Moritz             | Duitsland Maximilian Arndt Marko Hübenbecker Alexander Rödiger Martin Putze                              | Rusland Aleksandr Zoebkov Alexej Negodaylo Dmitri Troenenkov Maxim Mokroussow                                                             | Verenigde Staten Steven Holcomb Justin Olsen Steven Langton Curtis Tomasevicz                                                              |
|                             | | | |
| 2015 Winterberg             | Duitsland Maximilian Arndt Alexander Rödiger Kevin Korona Ben Heber                                      | Duitsland Nico Walther Andreas Bredau Marko Hübenbecker Christian Poser                                                                   | Letland Oskars Melbārdis Daumants Dreiškens Arvis Vilkaste Jānis Strenga                                                                   |
| 2016 Igls                   | Letland Oskars Melbārdis Daumants Dreiškens Arvis Vilkaste Jānis Strenga                                 | Duitsland Francesco Friedrich Candy Bauer Gregor Bermbach Thorsten Margis                                                                 | Zwitserland Rico Peter Bror van der Zijde Thomas Amrhein Simon Friedl                                                                      |
| 2017 Königssee              | Duitsland Francesco Friedrich Candy Bauer Martin Grothkopp Thorsten Margis                               | Duitsland Johannes Lochner Matthias Kagerhuber Joshua Bluhm Christian Rasp                                                                | Duitsland Nico Walther Kevin Kuske Kevin Korona Eric Franke                                                                                |
|                             | | | |
| 2019 Whistler               | Duitsland Francesco Friedrich Candy Bauer Martin Grothkopp Thorsten Margis                               | Letland Oskars Ķibermanis Matīss Miknis Arvis Vilkaste Jānis Strenga                                                                      | Canada Justin Kripps Ryan Sommer Cameron Stones Benjamin Coakwell                                                                          |
| 2020 Altenberg              | Duitsland Francesco Friedrich Candy Bauer Martin Grothkopp Alexander Schüller                            | Duitsland Johannes Lochner Christopher Weber Florian Bauer Christian Rasp                                                                 | Duitsland Nico Walther Paul Krenz Eric Franke Joshua Bluhm                                                                                 |
| 2021 Altenberg              | Duitsland Francesco Friedrich Thorsten Margis Alexander Schüller Candy Bauer                             | Oostenrijk Benjamin Maier Markus Sammer Dănuț Moldovan Kristian Huber                                                                     | Duitsland Johannes Lochner Christopher Weber Christian Rasp Florian Bauer                                                                  |
|                             | | | |
| 2023 St. Moritz             | Duitsland Francesco Friedrich Thorsten Margis Candy Bauer Alexander Schüller                             | Letland Emils Cipulis Edgars Nemme Davis Springis Matīss Miknis Verenigd Koninkrijk Brad Hall Arran Gulliver Greg Cackett Taylor Lawrence | niet uitgereikt |
| 2024 Winterberg             | Duitsland Francesco Friedrich Thorsten Margis Alexander Schüller Felix Straub                            | Duitsland Johannes Lochner Florian Bauer Erec Bruckert Georg Fleischhauer                                                                 | Duitsland Adam Ammour Issam Ammour Benedikt Hertel Rupert Schenk                                                                           |
| 2025 Lake Placid            | Duitsland Francesco Friedrich Matthias Sommer Alexander Schüller Felix Straub                            | Duitsland Johannes Lochner Florian Bauer Jörn Wenzel Georg Fleischhauer                                                                   | Verenigd Koninkrijk Brad Hall Arran Gulliver Taylor Lawrence Greg Cackett                                                                  |

## Vrouwen

### Monobob
| Editie           | Goud              | Zilver              | Brons               |
| ---------------- | ----------------- | ------------------- | ------------------- |
| 2021 Altenberg   | Kaillie Humphries | Stephanie Schneider | Laura Nolte         |
|                  |                   |                     |                     |
| 2023 St. Moritz  | Laura Nolte       | Kaillie Humphries   | Lisa Buckwitz       |
| 2024 Winterberg  | Laura Nolte       | Elana Meyers Taylor | Lisa Buckwitz       |
| 2025 Lake Placid | Kaysha Love       | Laura Nolte         | Elana Meyers Taylor |

### Tweemansbob
| Editie           | Goud                                                  | Zilver                                               | Brons                                             |
| ---------------- | ----------------------------------------------------- | ---------------------------------------------------- | ------------------------------------------------- |
| 2000 Winterberg  | Duitsland Gabriele Kohlisch Kathleen Hering           | Verenigde Staten Jean Racine Jennifer Davidson       | Zwitserland Françoise Burdet Katharina Sutter     |
| 2001 Calgary     | Zwitserland Françoise Burdet Katharina Sutter         | Verenigde Staten Jean Racine Jennifer Davidson       | Duitsland Susi Erdmann Tanja Hess                 |
|                  |                                                       |                                                      |                                                   |
| 2003 Winterberg  | Duitsland Susi Erdmann Annegret Dietrich              | Duitsland Sandra Prokoff Ulrike Holzner              | Duitsland Cathleen Martini Yvonne Cernota         |
| 2004 Königssee   | Duitsland Susi Erdmann Kristina Bader                 | Duitsland Sandra Prokoff Anja Schneiderheinze        | Verenigde Staten Jean Racine Vonetta Flowers      |
| 2005 Calgary     | Duitsland Sandra Kiriasis Anja Schneiderheinze        | Verenigd Koninkrijk Nicole Minichiello Jackie Davies | Verenigde Staten Shauna Rohbock Valerie Fleming   |
|                  |                                                       |                                                      |                                                   |
| 2007 St. Moritz  | Duitsland Sandra Kiriasis Romy Logsch                 | Duitsland Cathleen Martini Janine Tischer            | Verenigde Staten Shauna Rohbock Valerie Fleming   |
| 2008 Altenberg   | Duitsland Sandra Kiriasis Romy Logsch                 | Duitsland Cathleen Martini Janine Tischer            | Duitsland Claudia Schramm Nicole Herschmann       |
| 2009 Lake Placid | Verenigd Koninkrijk Nicola Minichiello Gillian Cooke  | Verenigde Staten Shauna Rohbock Elana Meyers         | Duitsland Cathleen Martini Janine Tischer         |
|                  |                                                       |                                                      |                                                   |
| 2011 Königssee   | Duitsland Cathleen Martini Romy Logsch                | Verenigde Staten Shauna Rohbock Valerie Fleming      | Canada Kaillie Humphries Heather Moyse            |
| 2012 Lake Placid | Canada Kaillie Humphries Jennifer Ciochetti           | Duitsland Sandra Kiriasis Petra Lammert              | Verenigde Staten Elana Meyers Katie Eberling      |
| 2013 St. Moritz  | Canada Kaillie Humphries Chelsea Valois               | Verenigde Staten Elana Meyers Katie Eberling         | Duitsland Sandra Kiriasis Franziska Bertels       |
|                  |                                                       |                                                      |                                                   |
| 2015 Winterberg  | Verenigde Staten Elana Meyers Taylor Cherelle Garrett | Duitsland Anja Schneiderheinze Annika Drazek         | Duitsland Cathleen Martini Stephanie Schneider    |
| 2016 Igls        | Duitsland Anja Schneiderheinze Annika Drazek          | Canada Kaillie Humphries Melissa Lotholz             | Verenigde Staten Elana Meyers Taylor Lauren Gibbs |
| 2017 Königssee   | Verenigde Staten Elana Meyers Taylor Kehri Jones      | Canada Kaillie Humphries Melissa Lotholz             | Verenigde Staten Jamie Greubel Poser Aja Evans    |
|                  |                                                       |                                                      |                                                   |
| 2019 Whistler    | Duitsland Mariama Jamanka Annika Drazek               | Duitsland Stephanie Schneider Ann-Christin Strack    | Canada Christine de Bruin Kristen Bujnowski       |
| 2020 Altenberg   | Verenigde Staten Kaillie Humphries Lauren Gibbs       | Duitsland Kim Kalicki Kira Lipperheide               | Canada Christine de Bruin Kristen Bujnowski       |
| 2021 Altenberg   | Verenigde Staten Kaillie Humphries Lolo Jones         | Duitsland Kim Kalicki Ann-Christin Strack            | Duitsland Laura Nolte Deborah Levi                |
|                  |                                                       |                                                      |                                                   |
| 2023 St. Moritz  | Duitsland Kim Kalicki Leonie Fiebig                   | Duitsland Lisa Buckwitz Kira Lipperheide             | Verenigde Staten Kaillie Humphries Kaysha Love    |
| 2024 Winterberg  | Duitsland Lisa Buckwitz Vanessa Mark                  | Duitsland Laura Nolte Deborah Levi                   | Duitsland Kim Kalicki Leonie Fiebig               |
| 2025 Lake Placid | Duitsland Laura Nolte Deborah Levi                    | Duitsland Kim Kalicki Leonie Fiebig                  | Duitsland Lisa Buckwitz Kira Lipperheide          |

## Landenteams
| 2007 St. Moritz   | Duitsland skeleton Frank Kleber Monique Riekewald bobsleeën Sandra Kiriasis Berit Wiacker Karl Angerer Marc Kühne                    | Verenigde Staten skeleton Eric Bernotas Noelle Pikus-Pacebobsleeën Erin Pac Emily Azevedo Mike Kohn Curtis Tomasevicz                       | Zwitserland skeleton Gregor Stähli Maya Pedersenbobsleeën Sabrina Hafner Katharina Sutter Ivo Rüegg Thomas Lamparter                                                    |  |  |  |
| 2008 Altenberg    | Duitsland skeleton Sebastian Haupt Anja Huberbobsleeën Sandra Kiriasis Berit Wiacker Matthias Höpfner Alexander Mann                 | Canada skeleton Jon Montgomery Michelle Kellybobsleeën Kaillie Humphries Jenni Hucul Lyndon Rush Nathan Cross                               | Verenigde Staten skeleton Katie Uhlaender Zach Lundbobsleeën Erin Pac Emily Azvedo Steven Holcomb Curtis Tomasevicz                                                     |  |  |  |
| 2009 Lake Placid  | Duitsland skeleton Frank Rommel Marion Trottbobsleeën Sandra Kiriasis Patricia Polifka Thomas Florschütz Andreas Barucha             | Zwitserland skeleton Gregor Staehli Maya Pedersenbobsleeën Sabina Hafner Anne Dietrich Ivo Rueegg Cédric Grand                              | Verenigde Staten skeleton Eric Bernotas Katie Uhlaenderbobsleeën Shauna Rohbock Valerie Fleming Steven Holcomb Justin Olsen                                             |  |  |  |
|                   | | | |  |  |  |
| 2011 Königssee    | Duitsland skeleton Michi Halilović Marion Thees-Trottbobsleeën Sandra Kiriasis Stephanie Schneider Francesco Friedrich Florian Becke | Duitsland skeleton Frank Rommel Anja Huberbobsleeën Cathleen Martini Kristin Steinert Karl Angerer Alex Mann                                | Canada skeleton Jon Montgomery Mellisa Hollingsworthbobsleeën Kaillie Humphries Heather Moyse Lyndon Rush Cody Sorensen                                                 |  |  |  |
| 2012 Lake Placid  | Verenigde Staten skeleton Matthew Antoine Katie Uhlaenderbobsleeën Elana Meyers Emily Azevedo Steven Holcomb Justin Olsen            | Duitsland skeleton Frank Rommel Marion Thees-Trottbobsleeën Sandra Kiriasis Berit Wiacker Maximilian Arndt Steven Deja                      | Canada skeleton John Fairbarn Mellisa Hollingsworthbobsleeën Kaillie Humphries Emily Baadsvik Justin Kripps Timothy Randall                                             |  |  |  |
| 2013 Sankt Moritz | Verenigde Staten skeleton John Daly Noelle Pikus-Pacebobsleeën Elena Meyers LoLo Jones Steven Holcomb Curtis Tomasevicz              | Duitsland skeleton Frank Rommel Marion Theesbobsleeën Sandra Kiriasis Sarah Noll Francesco Friedrich Gino Gerhardi                          | Canada skeleton Eric Neilson Sarah Reidbobsleeën Kaillie Humphries Chelsea Valois Lyndon Rush Cody Sorensen                                                             |  |  |  |
|                   | | | |  |  |  |
| 2015 Winterberg   | Duitsland skeleton Axel Jungk Tina Hermann bobsleeën Cathleen Martini Lisette Thöne Francesco Friedrich Martin Grothkopp             | Duitsland skeleton Christopher Grotheer Anja Selbach bobsleeën Anja Schneiderheinze Franziska Bertels Johannes Lochner Gregor Bermbach      | Rusland skeleton Aleksandr Tretjakov Maria Orlova bobsleeën Aleksandra Rodionova Nadezjda Palejeva Aleksandr Kasjanov Ilvir Tsjoesin                                    |  |  |  |
| 2016 Igls         | Duitsland skeleton Axel Jungk Tina Hermann bobsleeën Anja Schneiderheinze Franziska Bertels Johannes Lochner Tino Paasche            | Rusland skeleton Aleksandr Tretjakov Jelena Nikitina bobsleeën Aleksandra Rodionova Joelia Sjoksjoejeva Aleksandr Kasjanov Maksim Mokrousov | Oostenrijk skeleton Matthias Guggenberger Janine Flock bobsleeën Christina Hengster Sanne Dekker Benjamin Maier Dănuț Moldovan                                          |  |  |  |
| 2017 Königssee    | Duitsland skeleton Axel Jungk Jacqueline Lölling bobsleeën Mariama Jamanka Franziska Bertels Johannes Lochner Christian Rasp         | Duitsland skeleton Christopher Grotheer Tina Hermann bobsleeën Stephanie Schneider Lisa Buckwitz Nico Walther Philipp Wobeto                | Internationaalteam 3 Duitsland + Roemenië * skeleton Alexander Gassner Anna Fernstädt bobsleeën Maria Adela Constantin * Andreea Grecu * Richard Ölsner Marc Rademacher |  |  |  |
|                   | | | |  |  |  |
| 2019 Whistler     | Duitsland skeleton Christopher Grotheer Sophia Griebel bobsleeën Anna Köhler Lisa Sophie Gericke Johannes Lochner Marc Rademacher    | Canada skeleton Dave Greszczyszyn Mirela Rahneva bobsleeën Christine de Bruin Kristen Bujnowski Nick Poloniato Keefer Joyce                 | Verenigde Staten skeleton Greg West Savannah Graybill bobsleeën Brittany Reinbolt Jessica Davis Geoffrey Gadbois Kristopher Horn                                        |  |  |  |

Lijst van wereldkampioenen bobsleeën